# Noët
Noët, en latin Nœtus, fut un théologien, prêtre et hérésiarque du IIIe siècle.
Natif de Smyrne, il défendait la forme de modalisme appelée par Tertullien patripassianisme, qui professe que c'est le Père qui a souffert en Jésus d'où son nom issu du latin pater, patris « père » et passus « souffrir ». 
Il fut chassé de l'Église d'Éphèse et fut combattu à Rome par Hippolyte de Rome qui publia Contre Noët. C'est principalement par les écrits d'Hippolyte que l'on connait les thèses de Noët.
Bossuet lui fait référence dans ses Avertissements aux Protestants : « Les noétiens et les sabelliens voulaient croire que Dieu agissait par son Verbe, comme un architecte agit par son art : mais comme l'art dans un architecte n'est pas une personne subsistante, et n'est qu'un mode, ou un accident, ou une annexe de l'âme, comme on voudra l'appeler, ces hérétiques croyaient que le Verbe était la sagesse, ou l'idée et l'art de Dieu, de la même sorte, sans être une personne distinguée. »